# Улица Говорова (Москва)
У́лица Го́ворова — улица в Москве на территории Можайского района Западного административного округа.
Улица проходит от пересечения Барвихинской улицы и Можайское шоссе в направлении на северо-запад до Барвихинской улицы, которая огибает 66-й квартал Кунцева. Справа к улице примыкает проезд Толбухина. Нумерация домов начинается от Можайского шоссе.

## Происхождение названия
Названа в составе города Кунцево 1955 году в честь Героя Советского Союза, маршала Л. А. Говорова (1897—1955). В годы Великой Отечественной войны командовал армией, затем Ленинградским фронтом.

## История
Нынешняя улица располагается в районе бывшего села Большая Сетунь, в 1925 году вошедшего в состав города Кунцево.
Ещё в 1930-е годы в посёлке Сетунь был построен квартал трёх- и четырёхэтажных домов (улица Говорова № 14к2, к3, к4, к5 — четырёхэтажки; № 16к1, к2, к3, к4, к5 — трёхэтажки).
В 1955 году улица получила имя в честь маршала Говорова.
В 1960 году территория города Кунцево вошла в состав Москвы.
С 1991 года улица располагается на территории муниципального округа «Можайский».

## Здания и сооружения
По нечётной стороне:
- № 1, 3, 5 — панельные 12-этажки
- № 7 — школа № 1400 4 шо.
- № 9, 13 — панельные 16-этажки
- № 11к1, 15 — панельные 12-этажки

По чётной стороне:
- № 6 — лечебно-оздоровительный центр «Говорово»
- № 8к1 — старая кирпичная пятиэтажка, надстроенная до 7 этажей
- № 8к2, 8к3 — кирпичные пятиэтажки
- № 10к1 — кирпичная пятиэтажка
- № 10к2 — панельная 9-этажка
- № 12 — пятиэтажка
- № 14к2, к3, к4, к5 — 4-этажки старой постройки
- № 16к1, к2, к3, к4, к5, к6 — кирпичные 3-этажки
- № 18 — нежилое строение, 1-этажка

## Транспорт

### Автобус
| 240:  | 66-й квартал Кунцева • Сетунь • Славянский бульвар • Парк Победы • Кутузовская • Киевский вокзал |
| 283:  | 66-й квартал Кунцева • Сетунь • Рабочий Посёлок • Кунцевская • Кунцевская • Пионерская • Фили    |
| с289: | 66-й квартал Кунцева • Сетунь • Витебская улица                                                  |

«→» — остановки проходятся только при движении в прямом направлении; «←» — остановки проходятся только при движении в обратном направлении.

### Железнодорожный транспорт
- Станция «Сетунь» МЦД-1

## Фотогалерея

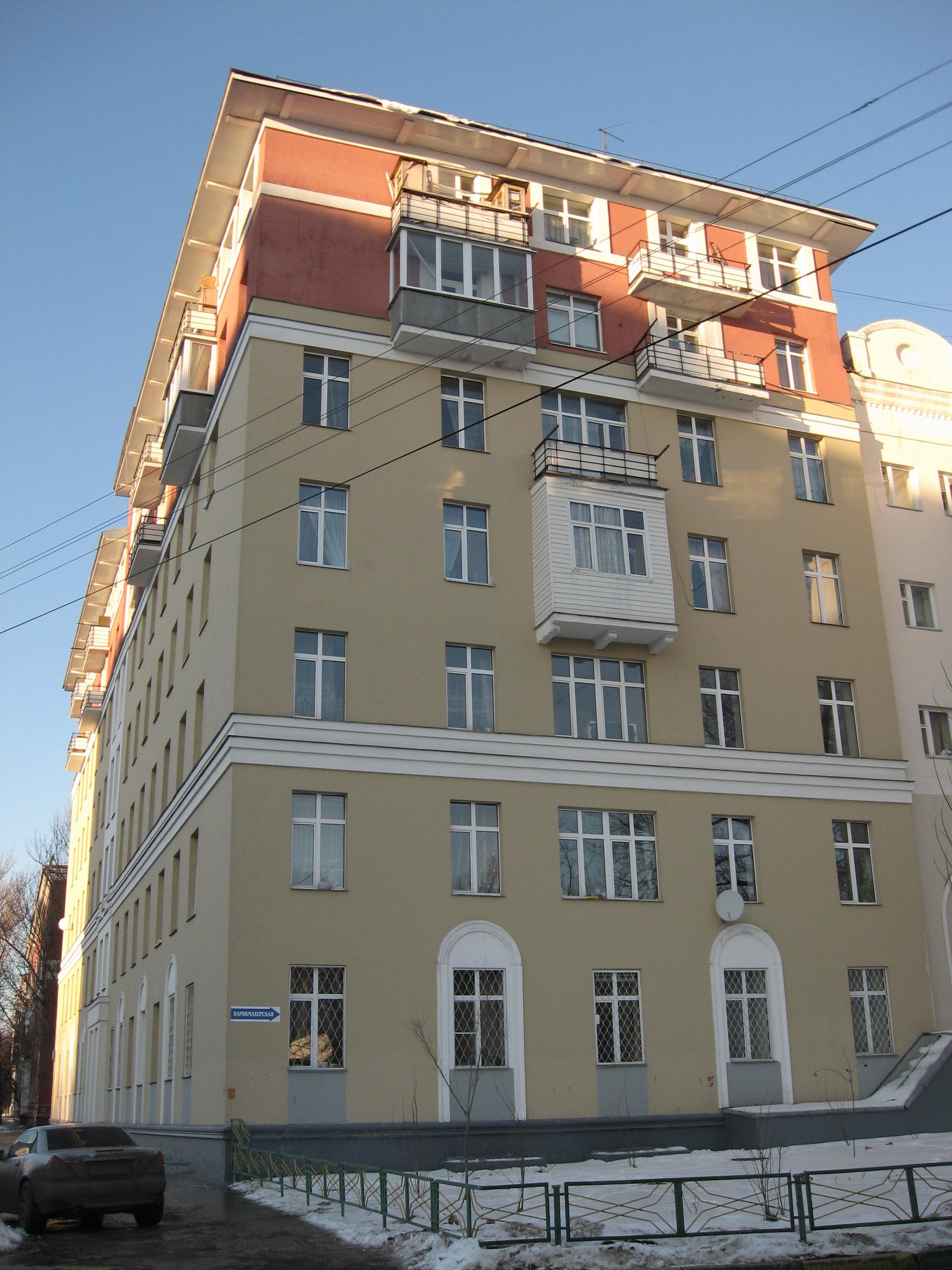
Дом 8 корпус 1 по улице Говорова. Надстроенная до 7 этажей пятиэтажка
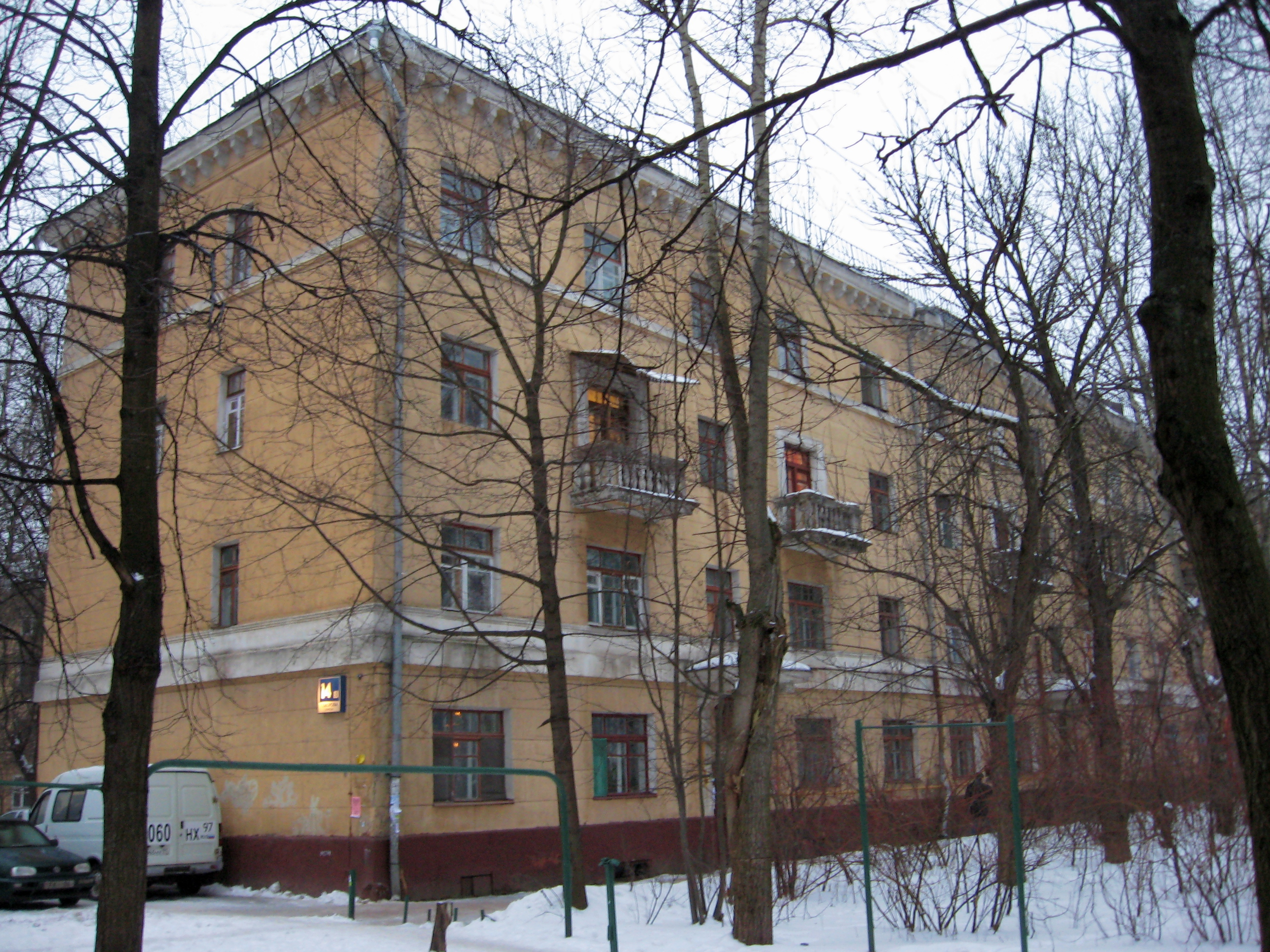
Четырёхэтажки: Дом 14 корпус 5 по улице Говорова
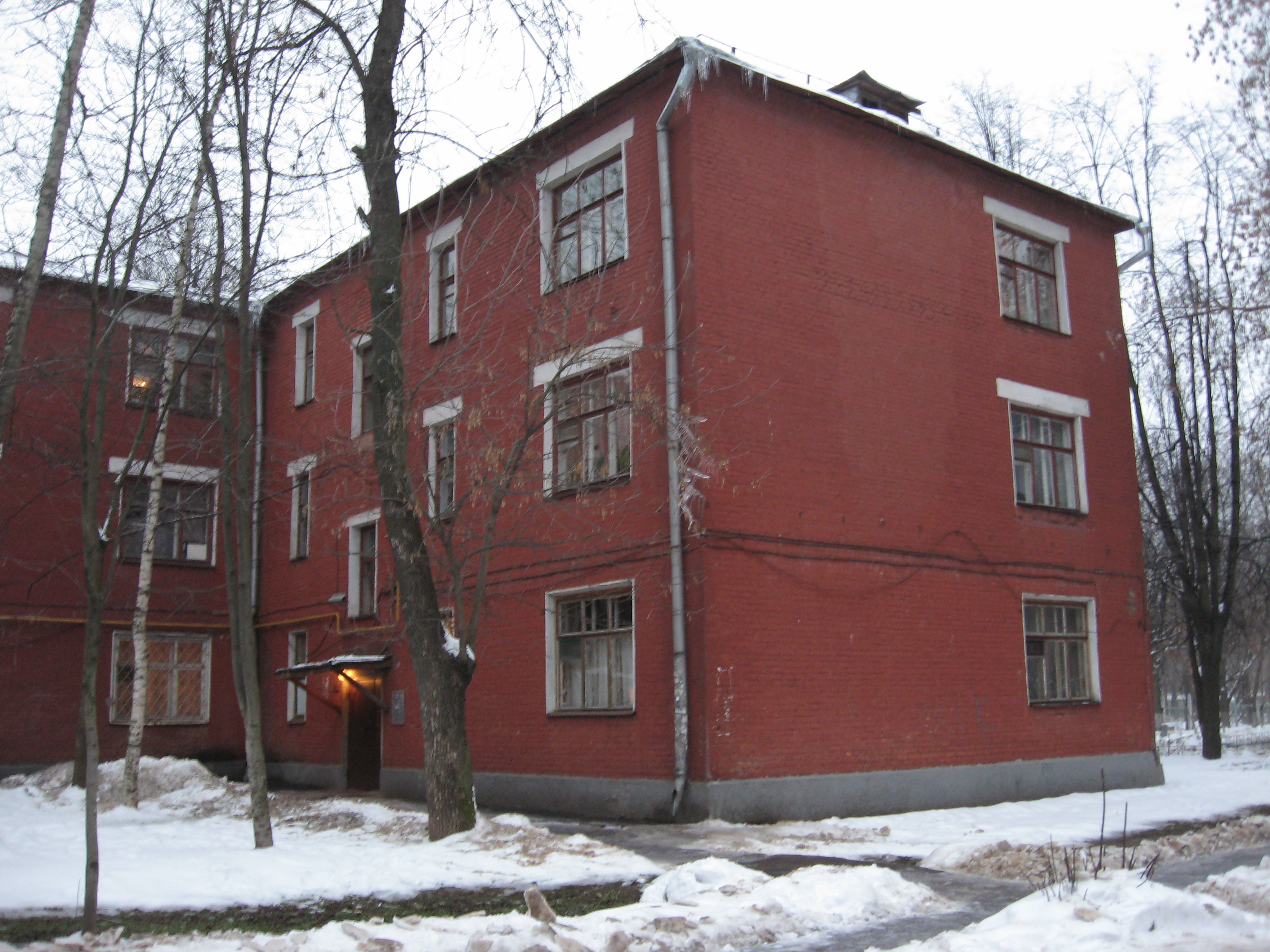
Трёхэтажки: Дом 16 корпус 2 по улице Говорова